# غومبيرت
غومبيرت (بالإنجليزية: Gumpert)‏ هي شركة خاصة تأسست في 2004 يقع مقرها في تورينغن.

## وصلات خارجية
- الموقع الإلكتروني